# Lorenzo Codutti
Lorenzo Codutti (Udine, 27 juni 2003) is een Italiaans-Nederlands voetballer die doorgaans speelt als verdediger. Hij komt uit voor FC Dordrecht.

## Clubcarrière
Codutti begon in 2022 zijn seniorencarrière bij het Italiaanse Arzignano Valchiampo, dat uitkwam in de Serie C, maar kwam niet tot een debuut voor het eerste team. De club verhuurde hem aan FC Vado, uitkomend in de Serie D. Met de verhuurperiode en daarna een definitieve overstap speelde hij 60 wedstrijden voor de club, waarbij hij 2 keer scoorde.

### FC Dordrecht
Medio 2024 kwam Codutti over naar FC Dordrecht. Hij maakte zijn debuut voor de club op 17 augustus 2024, tegen ADO Den Haag. Hij kwam in de rust in de ploeg voor Sem Valk en scoorde twintig minuten later meteen zijn eerste doelpunt, op aangeven van Rocco Robert Shein. De wedstrijd eindige in 1-1.

## Persoonlijk
Codutti heeft een Italiaanse vader en een Nederlandse moeder.

## Statistieken
| Seizoen | Club         | Competitie     | Competitie | Competitie | Beker | Beker | Overig | Overig | Totaal | Totaal |
| Seizoen | Club         | Competitie     | Wed.       | Dlp.       | Wed.  | Dlp.  | Dlp.   | Dlp.   | Wed.   | Dlp.   |
| ------- | ------------ | -------------- | ---------- | ---------- | ----- | ----- | ------ | ------ | ------ | ------ |
| 2022/23 | → FC Vado    | Serie D        | 22         | 1          | 1     | 0     | 0      | 0      | 23     | 1      |
| 2023/24 | FC Vado      | Serie D        | 33         | 1          | 2     | 0     | 2      | 0      | 37     | 1      |
| 2024/25 | FC Dordrecht | Eerste divisie | 20         | 2          | 1     | 0     | 3      | 0      | 24     | 2      |
| Totaal  | Totaal       | Totaal         | 75         | 4          | 4     | 0     | 5      | 0      | 84     | 4      |

Bijgewerkt op 19 juni 2025.